# Sophia (band)
Sophia is een indieband opgericht door Robin Proper Sheppard in 1996.
Proper Sheppard is in 1968 geboren in de Verenigde Staten, heeft enige tijd in Londen gewoon en woont nu in Brussel. Muzikaal is hij vooral beïnvloed door The Cure (Seventeen Seconds), The Swans en The Beatles. Midden jaren 80 was hij keyboardspeler van de new waveband Society Line. Van 1991 tot 1994 was hij de voorman van de metal/noiseband The God Machine. Na de plotse dood van een van de bandleden is de band opgedoekt.
In 1996 werd Sophia opgericht. Vooral dankzij de Belgische zender Studio Brussel, werd dit 'soloproject' bekend en populair, eerst vooral in België, later ook in Nederland en Duitsland.
Sophia bestaat vooral uit Proper Sheppard die de songs schrijft en zingt. De overige bandleden zijn min of meer los-vast.  Soms doet hij ook solo-optredens met alleen akoestische gitaar en begeleid door strijkers.
Sophia maakt introverte, trieste, trage songs die gaan over eenzaamheid, doodgaan en liefdesverdriet.

## Discografie
- 1996 - Fixed Water
- 1998 - The Infinite Circle
- 2001 - De nachten (live Antwerpen)
- 2004 - People are like Seasons
- 2006 - Technology Won't Save Us
- 2009 - There Are No Goodbyes
- 2016 - As We Make Our Way (Unknown Harbours)
- 2020 - Holding On/Letting Go